# O'Cool
O'Cool was een Belgisch supermarktketen. Het was gespecialiseerd in diepvriesproducten die rechtstreeks verkocht worden aan de consument.

## Fusie
In 1992 start Yvan het bedrijf O'Cool om zich te gaan specialiseren in diepvriesproducten. Frost Invest de holding achter het bedrijf dat in 2008 een omzet draaide van € 120 miljoen.
Men verkocht er bereide en diepgevroren maaltijden, vlees, vis, groenten en allerlei soorten bereid ijscrème. De keten telde 120 winkels en gaf werk aan ongeveer 1000 medewerkers. In 2005 was er nog de overname van Covee dat tot dan eigendom was van Aveve (Boerenbond). Covee telde op dat moment een 50-tal vestigingen.
In mei 2012 vroeg O'Cool aan de rechtbank van koophandel bescherming tegen zijn schuldeisers. Eind 2011 had men nog de afdelingen drank en droge voeding afgestoten.
Op 21 mei 2012 besliste de Gentse rechtbank van koophandel dat diepvriesketen O'Cool voor zes maanden beschermd wordt tegen zijn schuldeisers. In november 2012 werd deze periode verlengd tot 21 mei 2013.
Op 16 mei 2013 raakt O'Cool uit de Wet Continuïteit Ondernemingen (WCO) nadat de rechtbank van koophandel het herstelplan goedkeurt. Sinds de aanvraag voor bescherming tegen schuldeisers in 2012 is de keten van 110 verkooppunten gekrompen naar iets meer dan 60 winkels, waarmee nu een doorstart is gemaakt.
Op 29 augustus werd bekendgemaakt dat O'Cool het faillissement heeft aangevraagd bij de Gentse rechtbank van koophandel.

## Overnames
In december 2012 waren er reeds 30 winkels van de 106 overgenomen door de vroegere rechtstreekse concurrenten. Carrefour nam 13 winkels over, Colruyt 12 en Lidl 5. Vijf andere winkels werden reeds gesloten, maar komen nog in aanmerking voor overname. Sommige van de reeds verkochte winkels zullen een nieuwe invulling krijgen, dit hebben de kopers reeds bekendgemaakt. Carrefour heeft van zijn overgenomen filialen Carrefour Markets gemaakt.